# Picos del Fontán

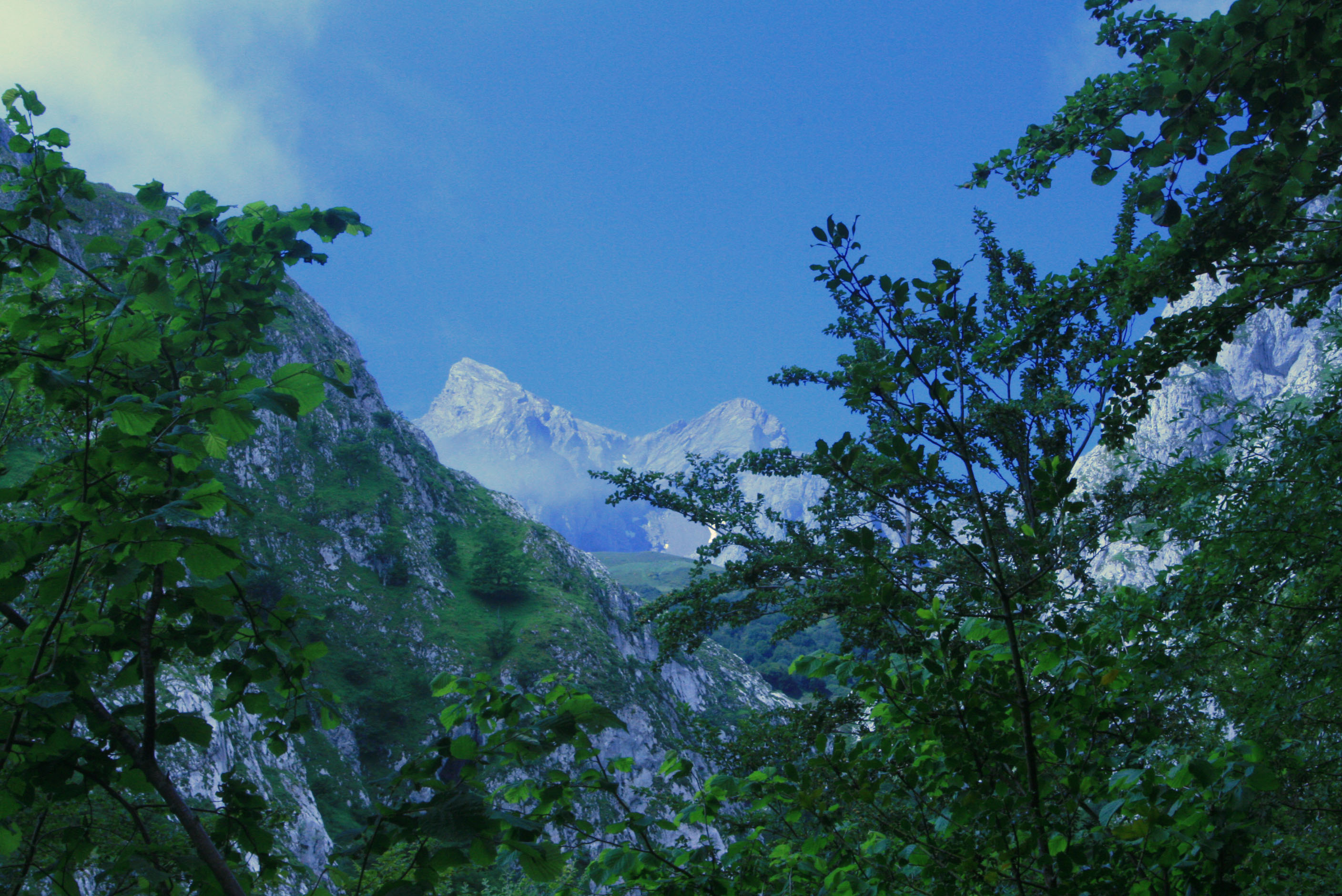
Los fontanes.

Los Picos del Fontán están enclavados en el macizo de Ubiña. La montaña está formada por dos cumbres; el Fontán Sur de 2414 m y máxima elevación de este macizo montañoso y el Fontán Norte de 2408 m. El Fontán Sur se sitúa en la divisoria de los municipios de San Emiliano (León) en la Provincia de León formando parte del parque natural Babia y Luna y el concejo asturiano de Quirós. El Fontán Norte pertenece íntegramente al concejo asturiano de Quirós. Ambos picos están incluidos también en el parque natural de Las Ubiñas-La Mesa.
Las principales vías para su ascenso parten desde el pueblo leonés de Torrebarrio a través de la Horcada del Fontán o a través del pueblo asturiano de Tuiza de Arriba a través de la vega del Meicín donde se encuentra el refugio del Meicín, pasando por el Canalón del Buey.